# Operacja Północna Tarcza
Operacja Północna Tarcza (hebr. מבצע מגן צפוני, Miwca Magen Cfoni, ang. Operation Northern Shield) – izraelska operacja wojskowa mająca na celu zniszczenie tuneli Hezbollahu budowanych pod granicą libańsko-izraelską. Trwała ona od 4 grudnia 2018 roku do 13 stycznia 2019 roku i w trakcie działań Armii Obrony Izraela na pograniczu odkryto i zniszczono sześć tuneli zidentyfikowanych, przez Izraelczyków jako tunele Hebzollahu. Siły UNIFIL potwierdziły izraelskie doniesienia o istnieniu tuneli, ale nie potwierdziły, że wszystkie mogły być powiązane z Hezbollahem.     
Izrael, Unia Europejska, ONZ, Stany Zjednoczone i Federacja Rosyjska jednoznacznie stwierdziły, że istnienie tuneli pod granicą stanowi pogwałcenie postanowień Rezolucji Rady Bezpieczeństwa ONZ nr 1701.    

## Tło operacji
Według doniesień izraelskich mediów działalność Hezbollahu związana z budową tuneli była znana izraelskiej armii już po drugiej wojnie libańskiej w 2006 roku, jeszcze „zanim zaczęła stanowić zagrożenie dla obywateli” na północy kraju  . Armia otrzymywała również wiadomości od Izraelczyków zamieszkujących pogranicze o rosnącym poczuciu zagrożenia. W 2012 roku Hasan Nasr Allah ogłosił, że Hezbollah rozpoczyna operację podboju Północnej Galilei, której wykonanie będzie odbywać się między innymi poprzez budowę tuneli. Do tego czasu wojsko nie było w stanie zlokalizować żadnego tunelu. Dopiero po operacji „Ochronny Brzeg” w strukturach Dowództwa Północnego utworzono specjalną jednostkę do lokalizowania tuneli . Wyposażona została w urządzenia przeznaczone do skanowania powierzchni ziemi oraz czujniki sejsmiczne używane przez oddziały w terenie. Po zebraniu wszystkich danych są one przesyłane do laboratorium, w którym technicy analizują materiały i lokalizują potencjalny tunel . 
W 2015 roku libański dziennik „As-Safir” opublikował serię reportaży relacjonujących przygotowania Hezbollahu do konfliktu z Izraelem. Przedstawiały one między innymi tunele z siecią elektryczną i możliwością składowania tam uzbrojenia. W tym samym roku armia izraelska zaczęła rozwijać i ulepszać technologię, która pozwoliła na wykrycie tuneli Hamasu. W 2016 roku Izrael zaczął rozmieszczać na granicy z Libanem specjalne urządzenia pozwalające wykrywać działalność podziemną . 
Rzecznik prasowy izraelskiej armii uznał, że istnienie tuneli narusza postanowienia Rezolucji Rady Bezpieczeństwa ONZ nr 1701, suwerenność Izraela i zagraża życiu i zdrowiu Izraelczyków oraz Libańczyków . Rezolucja wzywa wszystkie ugrupowania paramilitarne w Libanie, poza siłami zbrojnymi, do niewkraczania na obszar pomiędzy granicą z Izraelem a rzeką Litanii. 

## Przebieg operacji
Dowództwo nad operacją powierzono gen. dyw. Jo’elowi Strikowi z Dowództwa Północnego. W skład sił oddelegowanych do operacji wszedł Zarząd Wywiadu Wojskowego - Aman, Korpus Inżynieryjny, Departament Badań i Rozwoju Środków Walki i Technologii . Do wsparcia operacji oddelegowano Korpus Artylerii, a także Siły Powietrzne Izraela. Siły Powietrzne ogłosiły również mobilizację części rezerwistów . Do ochrony wojsk inżynieryjnych prowadzących prace na całej długości granicy libańsko-izraelskiej oddelegowano jednostkę specjalną rozpoznania Egoz z Brygady Oz . 4 grudnia zaplanowano spotkanie premiera Binjamina Netanjahu z szefem Sztabu Generalnego Armii Obrony Izraela, Rady Bezpieczeństwa Narodowego i przedstawicielami służb odpowiedzialnych za bezpieczeństwo. Tego samego dnia UNIFIL rozmieścił swoje wojska po obu stronach granicy w celu stabilizowania sytuacji i nadzorowania działań . Izraelczycy zamknęli przestrzeń powietrzną w pasie 6 km od granicy z Libanem do 5 grudnia do godziny 17:00 .   
Pierwszego dnia operacji, 4 grudnia 2018 roku, Izrael ujawnił lokalizację pierwszego tunelu i dokonał jego zniszczenia. Poinformowano, że swój początek miał w okolicach wsi Kafar Kila, a wyjście znajdować się miało koło Metulli. Według rzecznika prasowego Armii Obrony Izraela wejście do tunelu znajdowało się w prywatnym budynku. Według szacunków drążono go dwa lata, jego długość wynosiła 200 m, znajdował się 25 m pod ziemią i wchodził 40 m w głąb terytorium Izraela . Prezydent Libanu Michel Aoun wydał oświadczenie, że jest w stałym kontakcie z przedstawicielami libańskiej armii i struktur bezpieczeństwa. Wydał polecenie, aby monitorowały one sytuację na granicy i były wyczulone na „izraelskie prowokacje” . Tego samego dnia siły UNIFIL wydały oficjalne oświadczenie, że zostały uprzednio poinformowane przez stronę izraelską o rozpoczęciu operacji wojskowej w rejonie pogranicza izraelsko-libańskiego. Pomimo tego, wraz z siłami libańskimi, monitorują sytuację oraz współpracują z Libanem i Izraelem w celu utrzymania stabilnej sytuacji na granicy . 
Drugiego dnia operacji, 5 grudnia, Izraelczycy ogłosili, że odkryli drugi tunel pod granicą. Swój początek miał mieć koło Ramji, po libańskiej stronie granicy, a kończył się w okolicach moszawu Zarit. Tego samego dnia armia izraelska dostarczyła dokumentację fotograficzną gen. mjr Stefanowi Del Col z UNIFIL i wezwała siły międzynarodowe do „neutralizacji” tuneli Hezbollahu. ONZ potwierdziło oficjalnie istnienie tego tunelu i uznało jego istnienie za niedopuszczalne. Dowódca operacji gen. dyw. Jo’el Strik poinformował media, że odpowiedzialność za istnienie tuneli spada jednoznacznie na rząd Libanu i siły ONZ .  
7 grudnia izraelscy żołnierze oddali strzały ostrzegawcze w kierunku „terrorystów ubranych w cywilne ubrania”, którzy zmierzali w kierunku granicy. Strona libańska oświadczyła, że strzały oddano w kierunku libańskich żołnierzy, a do incydentu doszło ze względu na gęstą mgłę w pasie nadgranicznym. Pomimo tego wydarzenia siły UNIFIL poinformowały, że sytuacja w obszarze operacji jest stabilna i pod kontrolą . 
8 stycznia libańskie media poinformowały, że 25 izraelskich żołnierzy przekroczyło ogrodzenie odgradzające oba państwa, ale nie była to linia zawieszenia ognia zwana niebieską linią. Na miejscu zjawiły się siły UNIFIL i armii libańskiej w celu monitorowania dalszego przebiegu sytuacji . 
9 grudnia armia izraelska wystosowała ostrzeżenie do Libańczyków zamieszkujących strefę graniczną, aby opuścili domy znajdujące się nad tunelami w celu uniknięcia strat w ludziach w momencie, kiedy wojsko podejmie działania inżynieryjne. Tego samego dnia związany z Hezbollahem portal al-Manar poinformował, że libańska armia wyposażyła nadgraniczne jednostki w dodatkowe pojazdy opancerzone i artylerię . 
11 grudnia rzecznik prasowy Armii Obrony Izraela poinformował o tym, iż Izrael odkrył trzeci tunel Hezbollahu. Jedno wyjście miało znajdować się za miejscowością Metulla, a dwa pozostałe w miejscach, których lokalizacje nie mogły zostać ujawnione w mediach. Wojsko zastrzegło jednak, że tunel nie stanowił bezpośredniego zagrożenia dla ludności cywilnej  .  
16 grudnia rzecznik prasowy armii izraelskiej poinformował o odkryciu czwartego tunelu Hezbollahu. Nie poinformowano o lokalizacji tunelu, ale zaznaczono, że lokalne władze zostały poinformowane o tym fakcie. Tak jak wszystkie poprzednie, tak i ten tunel został wypełniony ładunkami wybuchowymi i przygotowany do wysadzenia. Premier Netanjahu zapowiedział, że Izrael jest gotowy do odparcia jakiejkolwiek agresji ze strony Hezbollahu. Z kolei strona libańska wyraziła zaniepokojenie, że armia izraelska może rozszerzyć obszar operacji na terytorium południowego Libanu .  

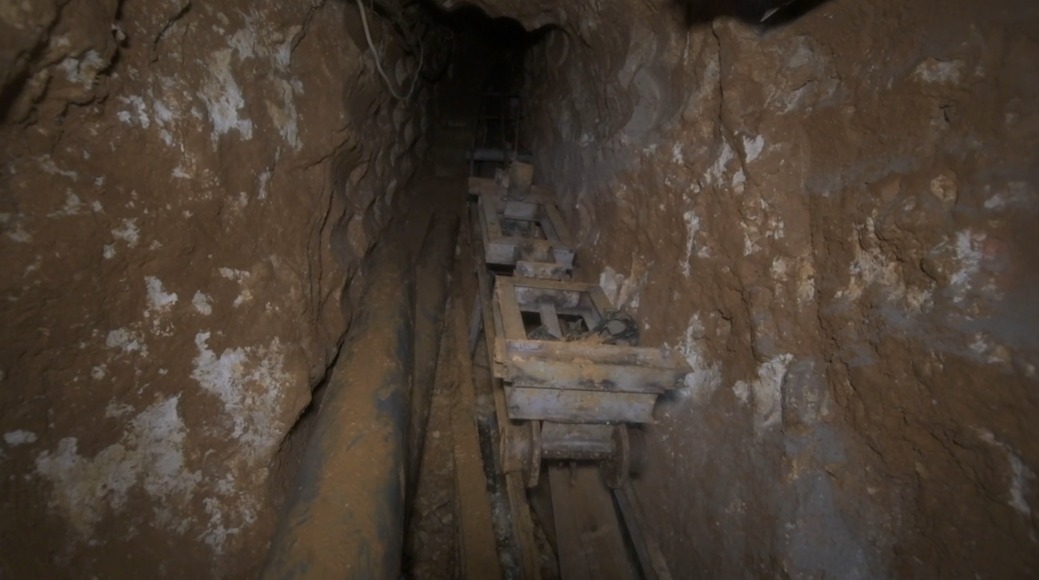
Tory do transportu w szóstym tunelu.

17 grudnia przedstawiciele UNIFIL potwierdzili istnienie czterech tuneli odkrytych przez Izraelczyków do tego dnia, jednocześnie przedstawili rezultaty niezależnego dochodzenia w sprawie tuneli i ogłosili, że co najmniej dwa z czterech tuneli znajdowały się już na terytorium Izraela . W tym samym dniu doszło do kolejnego incydentu nadgranicznego pomiędzy żołnierzami izraelskimi i libańskimi. Armia izraelska zaczęła ustawiać zapory z drutu kolczastego po izraelskiej stronie niebieskiej linii, którą Państwo Izrael uważa za granice między dwoma państwami. Libańczycy nie chcieli się na to zgodzić. W celu zapanowania nad sytuacją UNIFIL został zmuszony do wysłania na miejsce swojego oddziału .
26 grudnia rzecznik prasowy izraelskiej armii poinformował, że armia znalazła piąty tunel. Prowadził on z Ajta asz-Szab w okolice Szetuli. Armia zapowiedziała zniszczenie tunelu w ciągu tygodnia. 

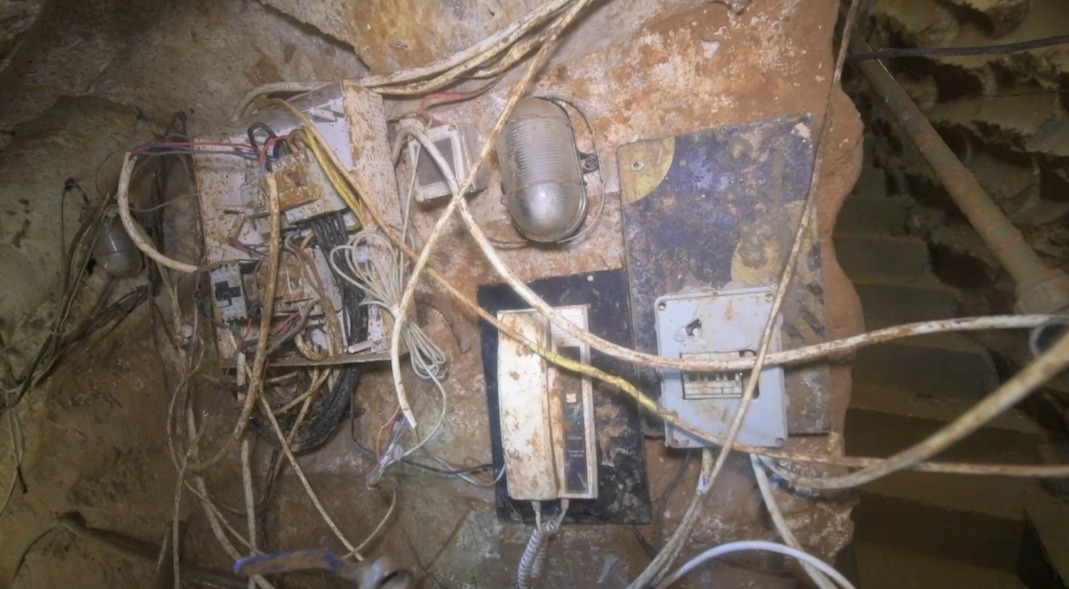
Wnętrze szóstego tunelu.

27 grudnia Armia Obrony Izraela zakończyła niszczenie tuneli, które prowadziły z terytorium libańskiego, z kierunku Kafar Kili. Niszczenie trwało kilka dni przy użyciu materiałów wybuchowych, wstrzykiwania betonu, cementu i wody. Wojska inżynieryjne wydały opinię, że materiały zdobyte przez specjalną jednostkę inżynieryjną Jahalom w odkrytych dotychczas tunelach pozwalają stwierdzić, iż tunele Hezbollahu były znacznie bardziej zaawansowane jeśli chodzi o metodę wykonania i wyposażenie niż tunele budowane przez Hamas ze Strefy Gazy. 
12 stycznia 2019 roku izraelska armia opublikowała informację, że w okolicach Ramji znalazła i zniszczyła szósty tunel transgraniczny. Miał być to największy i najdłuższy tunel, jaki do tej pory zniszczono w trakcie operacji. Wykopano go na głębokości 55 m pod ziemią, a jego długość wynosiła ponad 800 m. Tunel posiadał światło, elektryfikację, system torów do transportu uzbrojenia z różnymi wyjściami awaryjnymi . 
13 stycznia oficjalnie zakończono operację. Armia izraelska ogłosiła sukces, informując, że zagrożenie dla obszaru nadgranicznego zostało odsunięte. Przedstawiciele UNIFIL potwierdzili fakt, iż byli informowani przez Izraelczyków o wszystkich tunelach, jednak nie stwierdzili jednoznacznie, że wszystkie one zostały wydrążone przez Hezbollah . 

## Reakcje na operację
Izrael
Izraelski prezydent Re’uwen Riwlin obarczył libański rząd odpowiedzialnością za powstanie tuneli i ostrzegł Hezbollah, że jego działania doprowadzają do destabilizacji regionu i poszerzają wpływy Iranu w kraju .
Przewodniczący partii Nasz Dom Izrael, Awigdor Lieberman, skrytykował rozpoczęcie operacji. Uznał, że Izrael powinien skupić się na zwalczaniu zagrożenia, jakie stanowią ostrzały rakietowe Hamasu. Ponadto stwierdził, że działania na północy kraju nie powinny oznaczać zakończenia działań wojskowych na południu .
„The Jerusalem Post” opublikowała opinię, w której operacja została przedstawiona jako próba utrzymania wizerunku premiera jako „Mr. Security”. Działania na granicy z Libanem miały stanowić rehabilitację wobec rozejmu, jaki rząd podpisał z Hamasem, aby zakończyć ostrzały rakietowe pogranicza ze Strefą Gazy i południa kraju. Operacja miała sprawić, że listopadowe odejście Liebermana z rządu i zrezygnowanie ze stanowiska Ministra Obrony było nieodpowiedzialne . 
The Institute for National Security Studies z Herclijji uznał, że operacja odniosła połowiczny sukces. Z jednej strony Izrael wskazał opinii międzynarodowej istotę tuneli transgranicznych oraz zagrożenie jakie stanowią dla bezpieczeństwa. Z drugiej strony Izraelczycy nie zdołali nakłonić opinii do jednoznacznego obarczenia winą za istnienie tuneli rządu libańskiego, a także Izraelowi nie udało się zatrzeć rozróżnienia pomiędzy Hezbollahem jako partią i Hezbollahem jako organizacją paramilitarną .  
 Liban
Przewodniczący parlamentu Libanu zakwestionował potrzebę przeprowadzenia operacji, żądając dowodów na istnienie tuneli. Zastrzegł, że jeżeli Izrael przeniesie działania na terytorium Libanu, to „sytuacja ulegnie zmianie” .
Prezydent Libanu Michel Aoun uznał operację za poważne wydarzenie, ale zapowiedział, że nie wpłynie ono na stabilną sytuację izraelsko-libańskiego pogranicza. Przed debatą Rady Bezpieczeństwa ONZ (19 grudnia 2018) władze libańskie wystosowały list protestacyjny do Rady, skarżąc się na działania armii izraelskiej, w tym loty zwiadowcze nad terytorium Libanu i wysyłanie ostrzegawczych wiadomości SMS do Libańczyków zamieszkujących obszar przygranicza . 
Przedstawiciele Hezbollahu w parlamencie i środowiska powiązane z Syrią i Iranem uznały, że operacja jest eskalacją ze strony Izraela. Podkreślili jednocześnie, że zbrojne ramię Hezbollahu zostało postawione w stan gotowości, aby odeprzeć ewentualną agresję Izraela . 
11 stycznia 2019 roku Liban ogłosił, że wniesie skargę na Izrael do Rady Bezpieczeństwa ONZ w związku ze wznoszeniem przez Izraelczyków betonowego muru granicznego koło wsi Kafar Kila. Budowa była planowana i rozpoczęta przed operacją i docelowo ma dotyczyć całej granicy libańsko-izraelskiej.  
 ONZ
17 grudnia 2018 roku przedstawiciele misji UNIFIL wydali oświadczenie, w którym wezwali władze Libanu do powzięcia działań na rzecz zamknięcia tuneli . Ponadto przedstawiciele UNIFIL uznali tunele za pogwałcenie postanowień Rezolucji Rady Bezpieczeństwa ONZ nr 1701 . 
 Federacja Rosyjska
13 grudnia 2018 roku zaznaczyła, że rząd Libanu powinien wziąć odpowiedzialność za powstawanie tuneli pod granicą na siebie, ponieważ zobowiązany jest do tego postanowieniami Rezolucji Rady Bezpieczeństwa ONZ nr 1701 .
 Francja
Francuskie MSZ 13 grudnia 2018 roku wydało oświadczenie o tym, iż jest zaniepokojone tunelami transgranicznymi, które są naruszeniem Rezolucji Rady Bezpieczeństwa ONZ nr 1701. W oświadczeniu poparto działania Izraela, a także wyrażono uznanie dla pracy sił UNIFIL . 
 Stany Zjednoczone
Wraz z początkiem operacji doradca ds. bezpieczeństwa narodowego w Białym Domu, John R. Bolton, wyraził poparcie dla izraelskiej operacji „w obronie jego suwerenności”. Stwierdził jednocześnie, że działania Hezbollahu prowadzą do destabilizacji regionu i wezwał jego przedstawicielu do zaprzestania wrogich działań przeciw Izraelowi . 
1 stycznia 2019 roku, podczas wizyty Benjamina Netanjahu w Waszyngtonie, ówczesny Sekretarz Stanu Mike Pompeo poparł izraelską operację, stwierdzając, że Izrael ma pełne prawo do samoobrony, a tunele Hezbollahu są zagrożeniem godzącym w suwerenność Izraela. 
 Unia Europejska
6 grudnia 2018 roku „The Jerusalem Post” poinformowała, że ambasador UE w Izraelu Emanuele Giaufret na swoim koncie na Twitterze poparł prawo Izraela do samoobrony i ochrony swoich obywateli. Stwierdził jednocześnie, że siły UNIFIL są odpowiedzialne za stabilizację na granicy izraelsko-libańskiej, ale powinny otrzymywać również wsparcie, aby móc wypełniać swój mandat .  